# ナイアガラ・フォールズ (曲)
「ナイアガラ・フォールズ」は、2012年1月11日に発売された山川豊のシングル。

## 解説
- 作詞は阿木燿子が、作曲は堀内孝雄がそれぞれ手掛けている。

## 収録曲
- 両楽曲共に、作詞：阿木燿子／作曲：堀内孝雄／編曲：川村栄二

1. ナイアガラ・フォールズ (4分59秒)
2. メープル街道 (4分26秒)
3. ナイアガラ・フォールズ（オリジナル・カラオケ）
4. メープル街道（オリジナル・カラオケ）